# Hypocometa moltrechti
Hypocometa moltrechti är en fjärilsart som beskrevs av Louis Beethoven Prout 1958. Hypocometa moltrechti ingår i släktet Hypocometa och familjen mätare. Inga underarter finns listade i Catalogue of Life.